# Lean manufacturing

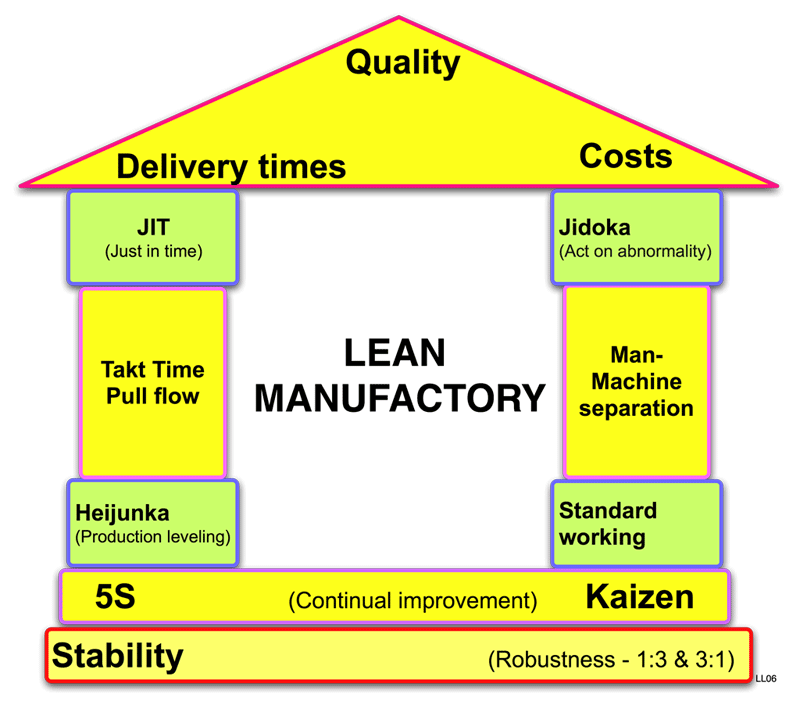
Een model van de samenhang tussen de verschillende lean-concepten

Lean manufacturing of lean production, beter bekend als lean, is een managementfilosofie in het vakgebied van operations management die erop gericht is om maximale waarde voor de klant te realiseren met zo min mogelijk verspilling. Door verspillingen te elimineren gaan de operationele kosten omlaag, wat in het algemeen leidt tot een verbetering van het bedrijfsresultaat.
De principes van lean manufacturing zijn afkomstig van de Japanse autofabrikant Toyota, waar men zich via Joseph Juran en William Edwards Deming ging richten op kwaliteitsplanning, -verbetering en -beheersing. Deze twee bouwden voort op de school van scientific management, begonnen door Frederick Winslow Taylor. Door de successen van Toyota kreeg deze filosofie meer bekendheid en navolgers. Vanaf de jaren negentig wordt lean in veel bedrijven toegepast.

## Overzicht
De lean-principes kregen voor het eerst vorm in de Japanse industrie. De term lean is geïntroduceerd door John Krafcik in zijn in 1988 uitgekomen artikel getiteld Triumph of the Lean Production System, gebaseerd op bevindingen opgedaan gedurende onderzoek voor zijn masterscriptie op de MIT Sloan School of Management. Krafcik was een quality engineer in NUMMI, een joint venture van Toyota en GM in California, voordat hij naar MIT kwam voor zijn MBA-studie. Krafciks onderzoek is voortgezet door het International Motor Vehicle Program (IMVP) van MIT, dat ook de internationale bestseller van Jim Womack, Daniel Jones en Daniel Roos, genaamd The Machine That Changed the World uitgaf. Een volledig historisch overzicht van IMVP en de ontstaansgeschiedenis van de term "lean" wordt gegeven door Holweg.
Velen zien lean manufacturing als een verzameling gereedschappen of technieken. Anderen zien het als een filosofie, waarin de weg naar het elimineren van verspillingen en het verkrijgen van flow, een soepele doorstroming in de productie, centraal staat. De belangrijkste hulpmiddelen zijn: Value stream mapping, Kanban, 5S, poka-yoke (voorkomen van fouten), SMED, Total Productive Maintenance, Just in time (logistiek), prioritering van taken, heijunka box, herinrichten en balanceren van de lijn (Line balancing), pullproductie, visueel management en continue verbetering in de vorm van Kaizens. Het Toyota Productie Systeem (TPS), waaruit lean is ontsproten, kan gezien worden als een los geheel van, mogelijk strijdige, principes, waarvan het doel is de kosten te verminderen door vermindering van verspilling. Het verschillende karakter van deze principes wordt veroorzaakt door het feit dat TPS pragmatisch gegroeid is sinds 1948, als reactie op problemen die men in de eigen productievestigingen tegenkwam. Daardoor is lean nu het resultaat van een noodgedwongen leerproces om zaken te verbeteren, voortbordurend op de eigen ervaring. De hulpmiddelen die behelst worden door lean waren bij Toyota oplossingen voor specifieke situaties en moeten niet als een panacee toegepast te worden.
Ziekenhuizen en medische centra hopen met lean manufacturing meer kosteneffectief te zijn. In Nederland is de 'lean-specialist' ontstaan, een BIG-geregistreerd medisch specialist die deze filosofie gecertificeerd beheerst. Certificering van 'lean-specialisten' wordt gecoördineerd door de 'A2-Loge', een groep Nederlandse anesthesiologen.

## Drie Mu's
Volgens Toyota is hun productiesysteem gebaseerd op het elimineren van drie nadelige gevolgen die in een proces kunnen optreden, namelijk: muri ("overbelasting"), muda ("werk zonder toegevoegde waarde") en mura ("inconsistenties"), waardoor knelpunten en problemen in het proces duidelijk worden. Deze hulpmiddelen kunnen gebruikt worden om het verminderen ervan als doel na te streven.

### Muri
Er is sprake van muri wanneer er boven de capaciteit van een persoon of machine geproduceerd moet worden, ofwel overbelasting. Een voorbeeld is een werknemer die te veel taken moet verrichten waardoor hij of zij harder moet werken dan gezond is, of een proces dat het normale werk niet aan kan, waardoor het proces vastloopt en dossiers 'verdwijnen'.

### Muda
Met muda wordt elke activiteit bedoeld die beslag legt op resources, maar die geen waarde toevoegt voor de klant, ofwel een verspilling. Lean is erop gericht om zaken die geen toegevoegde waarde leveren te verminderen.
Hier worden drie groepen activiteiten onderscheiden:
- waardetoevoegende activiteiten. Die moeten behouden worden.
- niet-waardetoevoegende activiteiten, die echter wel nodig zijn om aan externe en interne eisen te voldoen. Denk hierbij aan wet- en regelgeving en intern beleid. Die moeten verminderd worden.
- verspillingen. Die moeten geëlimineerd worden.

Omdat verspillingen en niet-waardetoevoegende, maar noodzakelijke activiteiten vaak meer dan 90% van het werk zijn, moeten verbeteringen daar het eerst op gericht worden.
Ook veroorzaken verspillende activiteiten verreweg de meeste andere verspillingen. Door bewegingen en overbewerking ontstaan fouten en daarmee correcties en die correcties houden de rest van de keten op.
Standaardvormen van verspilling zijn:
- Overproductie: meer of sneller produceren dan de klant vraagt
- Overbewerking: meer toevoegen aan het product of de dienst dan de klant nodig heeft
- Transport: tussen-, eindproducten, medewerkers en soms zelfs klanten worden verplaatst
- Beweging: de medewerker of de klant moet niet-waardetoevoegende handelingen uitvoeren om het product of de dienst te kunnen opleveren of gebruiken
- Wachten: de medewerker of klant moet het product of de dienst stilleggen totdat een batchrun, collega of leverancier iets heeft gedaan
- Correctie: aan een product of dienst moet voor de tweede keer gewerkt worden omdat er de eerste keer iets fout is gegaan
- Voorraad: buffers van hulpmiddelen, materialen en capaciteit die op dit moment niet gebruikt worden
- Talent: inzetten van mensen op werk dat ze niet leuk vinden, hen niet uitdaagt of waarvoor ze de kennis en vaardigheden missen

Managers zijn belangrijk in het coachen van medewerkers om tot goede oplossingen voor verspillingen te komen.

### Mura
De aanwezigheid van ongelijkheden binnen een proces heet mura. Een voorbeeld is grote tempowisselingen. Mura is te vergelijken met de uitspraak "hollen of stilstaan". Mura kan voorkomen worden door in te springen op productietijden en daar de capaciteiten op af te stemmen.

## Ontstaansgeschiedenis
Hoewel de term lean pas in 1988 voor het eerst betekenis kreeg, begon het gedachtegoed waarop lean manufacturing gebaseerd is rond de industriële revolutie.

### Voor de twintigste eeuw

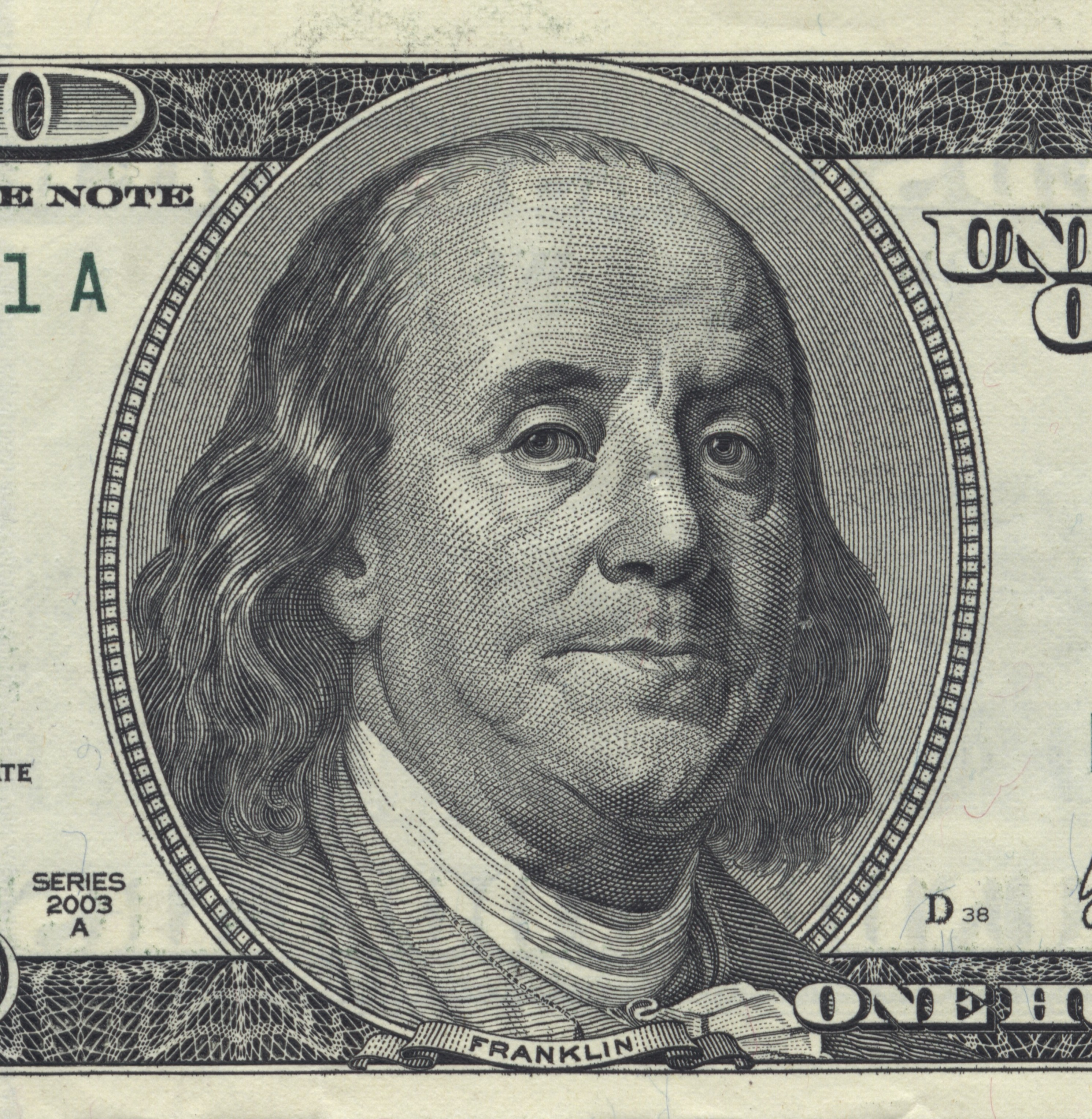
De drukker Benjamin Franklin dacht al na over verspillingen.

Veel van de belangrijkste principes van lean manufacturing zijn gebaseerd op gezond verstand. De Amerikaan en drukker Benjamin Franklin schrijft in zijn werk Poor Richard's Almanack over verspilde tijd: "Hij, die door niets te doen, tijd verspilt ter waarde van 5 cent, verliest 5 cent, en kan net zo goed 5 cent in het water gooien." Hij voegde daar nog aan toe dat het vermijden van onnodige kosten meer kan opleveren dan het verhogen van de omzet.
Franklin zegt in The Way to Wealth over het bezit van onnodige voorraden: "Je noemt ze goederen (goed), maar als je niet oplet komen ze je duur te staan. Je verwacht dat je ze goedkoop kan verkopen en misschien nog wel goedkoper kan kopen, maar als je geen toepassing voor hen hebt kosten ze je alleen maar geld. Bedenk wat Poor Richard zegt: "Koop wat je niet nodig hebt en het zal niet lang meer duren of je moet de nodige zaken verkopen." Op een andere plaats zegt hij, "Veel mensen zijn failliet gegaan door het opkopen van goedkope producten." Henry Ford noemde Franklin als een belangrijke inspiratie voor zijn eigen zaken, inclusief Just In Time-productie.
Soms zit de verspilling in een vastgeroeste manier van werken; mensen denken er niet meer over na en accepteren het gewoon. Organisatieadviseur Frank Gilbreth zag dat metselaars voorover bogen om stenen van de grond op te rapen. De metselaar moest daarvoor zijn gehele bovenlichaam naar beneden brengen en weer opheffen om een steen van 2.3 kg (5 lb.) op te tillen. Deze onhandige werkwijze gebruikte men al jaren. Hij veranderde het proces door een stellage te introduceren, waarmee de stenen op handhoogte werden aangeboden. Hierdoor werd voorkomen dat de metselaars moesten buigen en die aanpassing maakte het de metselaars mogelijk om drie maal zo snel te werken met minder inspanning.

### Twintigste eeuw
Frederick Winslow Taylor, de vader van de scientific management school, introduceerde wat men nu noemt standaardisatie en de toepassing van best practices. In zijn Principles of Scientific Management (1911) adviseerde Taylor: "Zodra een medewerker komt met een verbeteringsvoorstel, zou het beleid van het management moeten zijn om de voorgestelde nieuwe werkwijze goed te bestuderen en indien noodzakelijk een aantal experimenten te doen om de voor- en nadelen ten opzichte van de huidige werkwijze boven tafel te krijgen. Als blijkt dat de nieuwe methode beter is dan de oude werkwijze, dan zou dit de nieuwe standaard moeten worden voor de gehele organisatie."
Taylor waarschuwde ook expliciet tegen het verlagen van stukloon, of het verlagen van lonen of het ontslaan van personeel, als door efficiencymaatregelen minder personeel nodig is: "…nadat het enkele malen is voorgekomen dat het stukloon van iemand is verlaagd als gevolg van het feit dat hij harder of slimmer is gaan werken en meer is gaan produceren. Nadat dit is gebeurd, valt te verwachten dat hij geen waardering meer kan opbrengen voor zijn werkgever en niet meer zal meedenken om het proces te verbeteren. Hij zal dan niet meer doen dan het hoogst noodzakelijke."
Shigeo Shingo, het bekendst van single minute exchange of die, en poka-yoke, zegt dat de Principles of Scientific Management zijn inspiratiebron zijn.
Amerikaanse industriëlen zagen omstreeks 1910 de bedreiging van goedkoop buitenlands personeel voor de Amerikaanse arbeidersklasse. Zij stelden dat het doel van wat nu lean manufacturing genoemd wordt is om te dienen als een tegenmaatregel. Henry Towne, een voormalige voorzitter van de American Society of Mechanical Engineers, schreef in het voorwoord van Shop Management (1911):
Wij zijn terecht trots op de hoge lonen die we hier hebben en elke bedreiging hiervan door producten gemaakt door goedkopere, buitenlandse arbeidskrachten wordt met argusogen bekeken. Om onze hoge lonen te handhaven en om onze controle van onze thuismarkt te behouden en vooral om de mogelijkheden in het buitenland te vergroten, waar we moeten concurreren met andere geïndustrialiseerde landen, moeten we alles omarmen en omhelzen wat de efficiency van onze productieprocessen verbetert.

### Ford
Henry Ford probeerde ook verspilling te verminderen in zijn lopendebandproductiesysteem. Charles Buxton Going schreef hierover in 1915:
Het succes van Ford verbaasde iedereen, het land, bijna de gehele wereld, financieel, industrieel en mechanisch. Het overtrof alle verwachtingen en het toonde de effecten van een steeds stijgende efficiency zoals: continu stijgende kwaliteit, hogere lonen en een steeds goedkoper eindproduct. Het was een zichzelf versterkend effect, een ongelooflijke vergroting van de productie met een factor 1000 in minder dan 10 jaar, leidend tot geweldige winsten voor de producent.
Ford beschreef in My Life and Work (1922), in een enkele paragraaf wat voor hem verspilling was:
Volgens mij is de gemiddelde boer maar 5% van zijn tijd effectief bezig. Niet alleen doet hij alles met de hand, maar ook denkt hij niet na over een meer logische inrichting van het werk. Een boer kan rustig 20 keer een wankele ladder gebruiken, hij kan jarenlang water ergens heen dragen zonder te bedenken dat een waterleiding dat gemakkelijker maakt. Hij kan extra werk alleen maar doen door extra personeel in te huren. Hij ziet geld besteed aan verbeteringen alleen maar als kosten... het is een verspilling van beweging en tijd waardoor de landbouwprijzen hoog zijn en de winsten laag.
Ford gaf ook aan hoe eenvoudig het is om materiaalverspilling niet te zien. Een voormalige medewerker, Harry Bennett, schreef:
Op een goede dag was ik bij Mr. Ford toen hij roest zag in de berm van het spoor. Onze hoogovens hadden hier het afval gedumpt. "Weet je", zei hij tegen mij, "er zit ijzer in het afval en dat roest. Zorg dat de mensen in de hijskranen die het daar gestort hebben het weer ophalen, opnieuw sorteren en het ijzer er alsnog uithalen."
In andere woorden, Ford zag de roest en realiseerde zichzelf dat de staalfabriek niet al het ijzer uit het afval haalde.

### Toyota
TPS werd grotendeels ontwikkeld door vier mensen, de oprichter van Toyota, Sakichi Toyoda, zijn zoon Kiichiro Toyoda, de neef van Kiichiro, Elji Toyoda en productiemanager Taiichi Ohno. Het werd verder uitgewerkt door Shigeo Shingo. Toyota slaagde erin door toepassing van TPS zijn kosten te reduceren en zo uit te groeien tot de top tien van grootste bedrijven in de wereld. TPS is een klassiek voorbeeld van de Kaizen-aanpak voor productieverbetering, die door andere productiebedrijven vaak overgenomen is.
In 1996 werd door Womack & Jones in de westerse wereld aandacht en naamsbekendheid gegeven aan het gedachtegoed door de publicatie van het boek "Lean Thinking: Banish Waste and Create Wealth in Your Corporation". Hierin worden vijf fasen beschreven om tot een lean-organisatie te komen: value, value stream, flow, pull, perfection. De waarde, value, is datgene waarvoor de klant bereid is te betalen. De value stream bestaat uit de acties die uitgevoerd worden om een product of een dienst aan de klant te kunnen leveren. Wanneer de waarde vanuit de klant is gedefinieerd en de value stream in kaart is gebracht dient er flow gecreëerd te worden in het proces. Een signaal vanuit de hoek van de klant, pull, is hierbij leidend. Daarna gaat het erom het proces te perfectioneren, perfection.
De toenemende belangstelling voor procesoptimalisatie heeft ervoor gezorgd dat lean inmiddels ook breed toegepast wordt in niet-industriële omgevingen. Zo wordt lean toegepast bij de overheid, gezondheidszorg, financiële dienstverlening en in de logistieke sector. Daarnaast lijkt er aan het begin van de eenentwintigste eeuw meer aandacht te ontstaan voor de organisatiekant van lean en het creëren van een verbetercultuur.

## Voor- en nadelen

### Voordelen
Het voordeel van lean manufacturing is dat een bedrijf zich richt op het optimaliseren van alle aspecten die als waardevol worden ervaren door de klant, bijvoorbeeld: prijs, kwaliteit, levertijd, onderhoudskosten. Ten tweede bestaat lean uit een breed scala aan best practices die hun nut al hebben bewezen, zoals bij Toyota. Het wiel hoeft dus niet opnieuw uitgevonden te worden.

### Nadelen
Het grootste nadeel van lean manufacturing is dat de methode zelf geen focus biedt. Het zomaar toepassen van lean kan ook de energie van een bedrijf verspillen als de aandacht op de dingen wordt gelegd die niet passen in de strategie van de organisatie. Lean manufacturing bestaat immers uit een breed scala aan bewezen technieken, maar het is niet bewezen dat deze technieken in iedere organisatie eenzelfde resultaat opleveren. Het blindstaren op lean reduceert daarmee ook de eigen innovativiteit. Een aanpak die lean manufacturing in een rigide structuur brengt is Lean Six Sigma.

## Lean house
Lean manufacturing wordt veelal door consultants gesymboliseerd als een huis, zie het model bovenaan. Dit model poogt een aantal lean-principes te verbinden.
Het huis staat op een fundament. Dit fundament representeert de robuustheid van het systeem (Robustness - 1:3 & 3:1); één werknemer beheerst de vaardigheden voor het uitvoeren van 3 taken en ten minste 3 werknemers beheersen de vaardigheid van één taak. Boven op dit fundament ligt de basis van het lean-productiesysteem met een gestandaardiseerde werkomgeving (5S) aan de ene kant en continue verbetering (Kaizen) aan de andere kant. Boven op deze basis staan twee pijlers. De eerste is de verbetering van het productieproces (Heijunka - production leveling, Takt Time Pull flow en JIT - Just in time). De andere pijler bestaat uit het reageren op afwijkingen van het systeem (Standard working, Man-Machine separation en Jidoka - Act on abnormality). Samen zal dit moeten resulteren in een kwalitatief hoogstaand productieproces met korte levertijden en lage productiekosten.

### Lean opleidingen
Binnen Lean wordt slechts één opleiding als internationale standaard gehanteerd. Er wordt onderscheid gemaakt tussen drie niveaus: allereerst het teamlid welke naast een reguliere baan ook optreedt binnen een verbeterteam dat zich bezighoudt met Lean. Deze teamleden worden vaak geselecteerd op basis van specifieke proceskennis van het te verbeteren organisatieproces. Op dit niveau worden medewerkers opgeleid tot Lean Yellow Belt. Het niveau daarboven, Lean Green Belt, is van het coördinerend teamlid of projectleider. Dit is vaak een functioneel leidinggevende, die de opdracht heeft gekregen om een bepaald proces beter te laten verlopen. Bovenaan een groep van Lean Green Belts vind je ook nog een Lean Black Belt. Dit is de allerhoogste opleiding welke binnen de Lean manufacturing methode kan worden genoten. Een zogenaamde Black Belt treedt op als inspirator en aanjager van het Lean gedachtegoed binnen een organisatie. Hij stimuleert het gebruik van de methode en is een verbindende schakel met de directie op het gebied van processen verbeteren.  